# Lago Cuipari
Lago Cuipari es un lago de Perú ubicado en el distrito de Teniente Cesar Lopez Rojas, provincia de Alto Amazonas, departamento de Loreto. Se encuentra al sur de Yurimaguas, a 45 kilómetros de distancia.[cita requerida] Es habitado alrededor de 1000 habitantes.[cita requerida] Se encuentra cubiertos por plantas acuáticas. En el lago es posible practicar la natación o paseo por canoa.